# Peta Buscombe, Baroness Buscombe

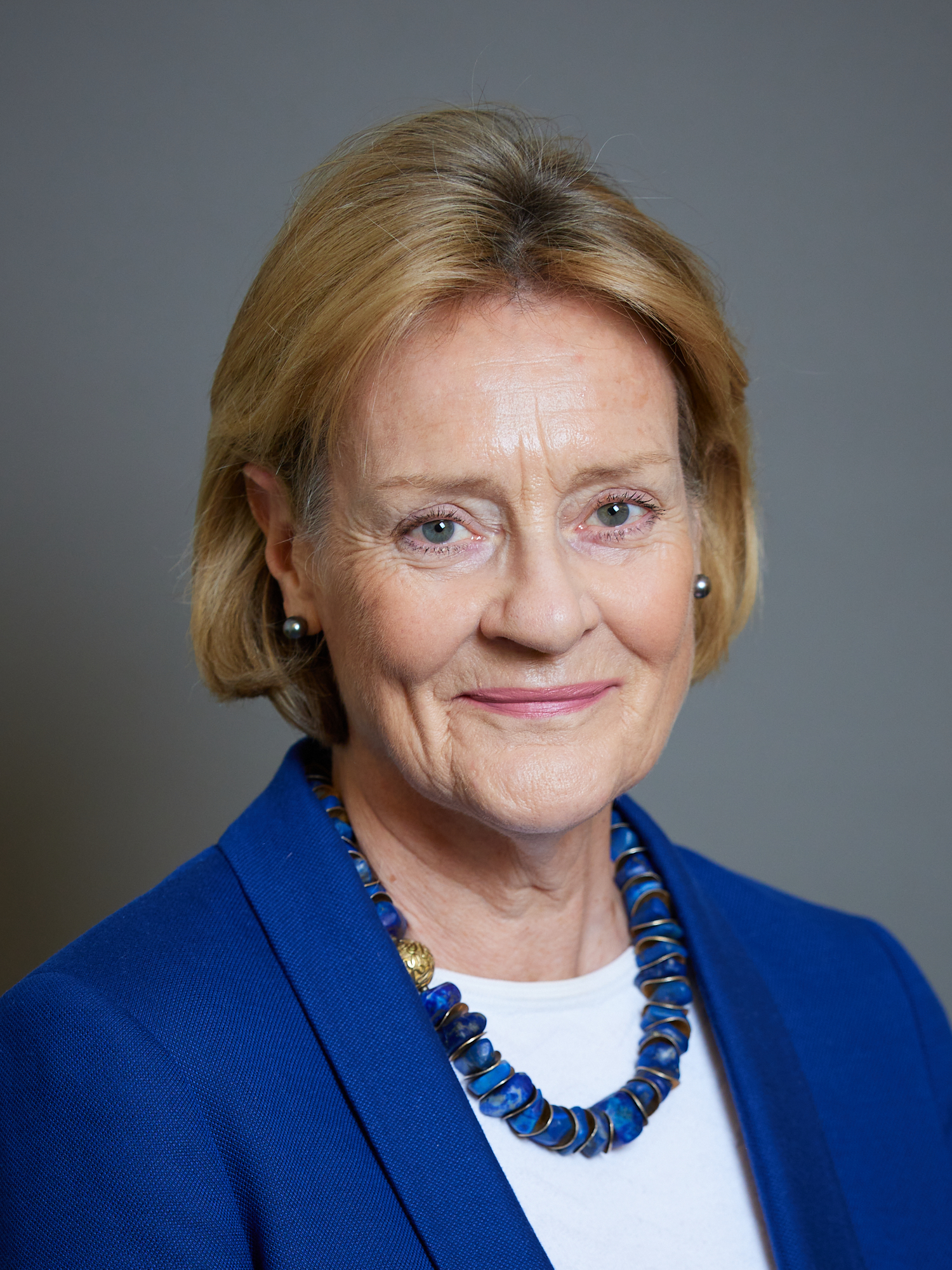
Peta Buscombe, Baroness Buscombe (2022)

Peta Jane Buscombe, Baroness Buscombe (geb. O'Flynn, * 12. März 1954) ist eine britische Juristin, Politikerin (Conservative Party) und Life Peeress.

## Leben und Karriere
Sie besuchte die Hinchley Wood School, später die Rosebery Grammar School in Epsom, Surrey. Ihre Ausbildung als Juristin absolvierte sie an der Inns of Court School of Law und an der Columbia Law School in New York City. 1977 wurde sie von der Londoner Anwaltskammer Inner Temple als Rechtsanwältin zugelassen. Von 1979 bis 1980 arbeitete sie als Justiziarin (Legal Advisor) für die Dairy Trade Federation. Anschließend arbeitete sie bis 1984 als Justiziarin (Legal Counsel) für die Barclays Bank International und Barclays Bank plc; danach war sie bis 1987 als „Assistant Secretary“ beim Institute of Practitioners in Advertising tätig.
Von 1995 bis 1999 war sie Ratsmitglied (Councillor) beim South Oxfordshire District Council. Bei der Unterhauswahl 1997 trat sie für den Wahlkreis Slough erfolglos an. Von 1997 bis 1999 war sie Stellvertretende Vorsitzende (Vice-Chair) der Conservative Party. Von 1997 bis 2001 war sie Präsidentin der Slough Conservative Association.
Sie war von 2007 bis 2009 Chief Executive der Advertising Association. Sie leitete eine Umstrukturierung der Advertising Association ein, mit dem Ziel eine Denkfabrik auf hohem Niveau zu schaffen, die als einziges Sprachrohr für die Werbeindustrie agieren und gleichermaßen Werbetreibende, Agenturen und Medieninhabern repräsentieren sollte. Sie versuchte intensiv Einfluss zu nehmen bei Regierungen und Regulierungsbehörden auf höchster Ebene, sowohl in Brüssel als auch in Großbritannien. Außerdem setzte sie sich dafür ein, eine bessere Stimmung in der Öffentlichkeit für die Bedeutung der Werbeindustrie schaffen.
Buscombe war Vorsitzende (Chairwoman) der Press Complaints Commission, in welche sie im April 2009 eintrat bis zum 16. Oktober 2011. Nach Kritik an ihrer Amtsführung bei der PCC, insbesondere im Umgang mit dem Abhörskandal bei der Zeitung News of the World, legte sie ihr Amt nieder.
Derzeit (Stand: Juni 2012) ist sie Direktorin von Veolia Water Central Limited (früher Three Valleys Water), einem privaten Wasserversorgungsunternehmen für Hertfordshire und Surrey.
Buscombe ist Mitglied des Fundraising Committee der Organisation Partnership for Active Leisure Scheme (PALS), einer Wohltätigkeitsorganisation, die körperlich behinderten Kindern hilft. Sie gehört der Foundation for International and Commercial Arbitration and Alternative Dispute Resolution und der Interparlamentarischen Union (IPU) an.
Buscombe war Schirmherrin des Institute of Paralegals. Bei der Inns of Court School of Law Conservative Association ist sie ebenfalls Schirmherrin (Patron).

## Mitgliedschaft im House of Lords
Buscombe wurde am 23. Juli 1998 als Baroness Buscombe, of Goring in the County of Oxfordshire, zur Life Peeress erhoben. Die Einführung ins House of Lords erfolgte am 28. Juli 1998. Ihre Antrittsrede hielt sie am 30. November 1998.
Als Themen von politischem Interesse nennt sie auf der offiziellen Webseite des House of Lords Handel und Industrie, Recht und Ordnung, sowie rechtliche Angelegenheiten.
Sie war Oppositionssprecherin (Opposition Spokesperson) in verschiedenen Bereichen: Angelegenheiten des Law Officers and Lord Chancellor’s Department von 1999 bis 2005; Recht und Gesetzgebung (Legal Affairs) von 1999 bis 2005; Soziale Sicherheit (Social Security) von 1999 bis 2001; Handel und Industrie (Trade and Industry) von 1999 bis 2001; Angelegenheiten des Cabinet Office von 2000 bis 2001; Angelegenheiten des Home Office von 2001 bis 2002; Kultur, Medien und Sport (Culture, Media and Sport) von 2002 bis 2005; Bildung und berufliche Qualifizierung (Education and Skills) von 2005 bis 2007.
Ihr Abstimmungsverhalten wurde auf der Webseite Public Whip, einem parlamentarischen Informationsprojekt, das das Abstimmungsverhalten von Parlamentariern dokumentiert, erfasst. Sie stimmte moderat gegen die Einführung von Personalausweisen (ID Cards), gegen eine stärkere Europäische Integration, ein strengeres Asylrecht und das Jagdverbot. Sie stimmte gegen gleiche Rechte für Homosexuelle. Bei Gesetzen zum Stop des Klimawandels stimmte sie teilweise dafür, teilweise dagegen.
An Sitzungstagen ist Buscombe regelmäßig anwesend.

## Familie und Privates
Sie heiratete 1980 Philip John Buscombe. Aus der Ehe gingen drei Kinder hervor, eine Tochter und zwei Söhne (Zwillinge). Buscombe unterstützt mehrere ehrenamtlich tätige Organisationen und verschiedene Wohlfahrtsorganisation. Zu ihren Freizeitaktivitäten gehörten Reiten und Sportschießen.